# Nam vương Quốc tế 2024 (Philippines)
Nam vương Quốc tế 2024 là cuộc thi Nam vương Quốc tế lần thứ 16 được tổ chức tại Toledo, Cebu, Philippines, vào ngày 10 tháng 11 năm 2024. José Calle đến từ Tây Ban Nha trao danh hiệu cho người kế nhiệm là Francisco Zafra cũng đến từ Tây Ban Nha.

## Kết quả

### Thứ hạng
| Hạng                      | Thí sinh | T.k.  |
| ------------------------- | --- | ----- |
| Mister International 2024 | - Tây Ban Nha — Francisco Zafra | [ 3 ] |
| Á vương 1                 | - Perú — Estefano Balarin | [ 3 ] |
| Á vương 2                 | - Philippines — Marvin Diamante | [ 3 ] |
| Á vương 3                 | - Indonesia — Elias Silitonga | [ 3 ] |
| Á vương 4                 | - Trung Quốc — Zeng Xianyang | [ 3 ] |
| Top 10                    | - Colombia — Nelson Ruiz - Ecuador — Mario Fernando Perez Rivera - Nhật Bản — Akira Hatekayama - Việt Nam — Mai Hiếu Trung - Ý — Gabriele Calà                   | [ 3 ] |
| Top 16                    | - Ấn Độ — Adong Jamatia - Brasil — Nathanael Santos - Quần đảo Galápagos — Flavio Romero - Nepal — Dilip Nepali - Singapore — Zane Ong - Venezuela — Acasio Peña | [ 3 ] |

### Thứ tự gọi tên
| 1. Nepal 2. Venezuela 3. Quần đảo Galápagos 4. Trung Quốc 5. Ấn Độ 6. Tây Ban Nha 7. Ecuador 8. Perú 9. Colombia 10. Ý 11. Nhật Bản 12. Philippines 13. Brasil 14. Singapore 15. Việt Nam 16. Indonesia | 1. Colombia 2. Nhật Bản 3. Việt Nam 4. Trung Quốc 5. Ecuador 6. Tây Ban Nha 7. Perú 8. Philippines 9. Indonesia 10. Ý | 1. Perú 2. Trung Quốc 3. Tây Ban Nha 4. Indonesia 5. Philippines |

### Giải thưởng đặc biệt
| Giải thưởng         | Thí sinh                      | T.k.  |
| ------------------- | ----------------------------- | ----- |
| Best in Swimwear    | Tây Ban Nha – Fransisco Zafra | [ 4 ] |
| Best in Formal Wear | Philippines — Marvin Diamante | [ 4 ] |

## Các thí sinh
25 thí sinh tham dự.
| Quốc gia/vùng lãnh thổ | Thí sinh                    |
| ---------------------- | --------------------------- |
| Anh Quốc               | Joseph Atkins               |
| Ấn Độ                  | Adong Jamatia               |
| Brasil                 | Nathanael Santos            |
| Campuchia              | Ry Sovannak                 |
| Colombia               | Nelson Ruiz                 |
| Ecuador                | Mario Fernando Perez Rivera |
| Quần đảo Galápagos     | Flavio Romero               |
| Hồng Kông              | Liu Guijun                  |
| Indonesia              | Elias Silitonga             |
| Malaysia               | Datu Mustapha               |
| México                 | Gustavo Olmos               |
| Myanmar                | Minn Minn Shin Thant        |
| Nepal                  | Dilip Nepali                |
| Nhật Bản               | Akira Hatekayama            |
| Nigeria                | Great Ocheni                |
| Perú                   | Estefano Balarin            |
| Philippines            | Marvin Diamante             |
| Puerto Rico            | Angel Salcedo Velez         |
| Singapore              | Zane Ong                    |
| Sri Lanka              | Sudeera Perera              |
| Tây Ban Nha            | Francisco Zafra             |
| Trung Quốc             | Zeng Xianyang               |
| Venezuela              | Acasio Peña                 |
| Việt Nam               | Mai Hiếu Trung              |
| Ý                      | Gabriele Calà               |